# Curtis Blaydes
Curtis Lionell Blaydes (Chicago, Illinois; 18 de febrero de 1991) es un artista marcial mixto estadounidense que actualmente compite en la categoría de peso pesado en Ultimate Fighting Championship. Actualmente, Blaydes se encuentra como el peso pesado #5 en los rankings oficiales de UFC.

## Primeros años
Blaydes nació en Naperville, Illinois y se crio en Chicago junto con sus otros cuatro hermanos. Comenzó a luchar para el Instituto De La Salle, ganando un título estatal en su último año y compilando un récord invicto de 44-0. Durante sus cuatro años, Blaydes compiló un récord global de 95-18 con 121 derribos. Blaydes también jugó al fútbol para De La Salle como defensa. Más tarde obtuvo una beca de lucha completa para Northern Illinois University, donde, a pesar de ir 19-2 como estudiante de primer año de la redshirt, más tarde se transfirió a Harper College. En Harper, Blaydes ganó el Campeonato Nacional NJCAA como estudiante de segundo año de la redshirt. Después de que comenzó a pelear en artes marciales mixtas amateur, Blaydes dejó la escuela para enfocarse en su carrera en las MMA.

## Carrera en artes marciales mixtas

### Ultimate Fighting Championship
Blaydes hizo su debut contra Francis Ngannou el 10 de abril de 2016 en UFC Fight Night 86. Perdió la pelea por nocaut técnico en la conclusión de la segunda ronda debido a una parada del médico.
Blaydes se enfrentó después a Cody East el 1 de octubre de 2016 en UFC Fight Night 96. Ganó la pelea por nocaut técnico en la segunda ronda, ganando su primer premio a la Actuación de la Noche de UFC.
Blaydes se enfrentó a Adam Milstead el 4 de febrero de 2017 en UFC Fight Night 104. Después de dominar la primera ronda, Blaydes ganó la pelea por nocaut técnico después de que Milstead sufriera una lesión en la rodilla. Posteriormente, el resultado fue cambiado a "sin resultado" después de que Blaydes diera positivo por marihuana.
Blaydes se enfrentó a Daniel Omielańczuk el 8 de julio de 2017 en UFC 213. Ganó la pelea por decisión unánime.
Blaydes se enfrentó a Oleksiy Oliynyk el 4 de noviembre de 2017 en UFC 217. Ganó la pelea por nocaut técnico debido a una parada médica. El árbitro detuvo la pelea después de que Blaydes le aplicara una patada ilegal a su oponente derribado y llamó a un médico para que revisara a Oliynyk. La pelea se detuvo debido al consejo del médico. La repetición, sin embargo, mostró que el golpe no produjo un daño significativo (ya que solo rozó la oreja), y la pelea fue declarada como victoria por TKO para Blaydes.
Blaydes se enfrentó a Mark Hunt el 11 de febrero de 2018 en UFC 221. Ganó la pelea por decisión unánime.
Blaydes se enfrentó a Alistair Overeem el 9 de junio de 2018 en UFC 225. Ganó la pelea por TKO en la tercera ronda. Tras el combate, recibió el premio a la Actuación de la Noche.
Blaydes se enfrentó a Francis Ngannou en una revancha el 24 de noviembre de 2018 en el evento principal de UFC Fight Night 141. Perdió la pelea por TKO en la primera ronda.
Blaydes se enfrentó a Justin Willis el 23 de marzo de 2019 en UFC Fight Night: Thompson vs. Pettis. En la pelea, Blaydes derribó continuamente a Willis y también anotó un derribo en la segunda ronda. Ganó la pelea por una dominante decisión unánime.
Blaydes se enfrentó a Junior dos Santos el 25 de enero de 2020 en UFC Fight Night 166.  Ganó la pelea por nocaut técnico en el segundo asalto. 
Blaydes se enfrentó a Alexander Volkov el 20 de junio de 2020 en UFC Fight Night: Blaydes vs. Volkov.  Ganó la pelea por decisión unánime (49–46, 48–47 y 48–46). 
Blaydes estaba programado para enfrentarse a Derrick Lewis el 28 de noviembre de 2020 en UFC on ESPN: Blaydes vs. Lewis. Sin embargo, dio positivo por coronavirus y, por lo tanto, la pelea fue descartada.  La pareja fue reprogramada para UFC Fight Night 185 el 20 de febrero de 2021.  Blaydes perdió la pelea por nocaut en el segundo asalto.  Se convirtió en agente libre después de pelear por su contrato y firmó un nuevo contrato de cuatro peleas con UFC en mayo. 
Blaydes se enfrentó a Jairzinho Rozenstruik el 25 de septiembre de 2021 UFC 266. Blaydes ganó el combate por decisión unánime.
Blaydes se enfrentó a Chris Daukus el 26 de marzo de 2022 en UFC Fight Night: Blaydes vs. Daukus. Blaydes ganó por TKO en el segundo asalto.
Blaydes se enfrentó a Tom Aspinall el 23 de julio de 2022 en UFC Fight Night: Blaydes vs. Aspinall . Blaydes ganó por TKO debido a una lesión de rodilla de Aspinall.
Blaydes se enfrentó a Sergei Pavlovich el 22 de abril de 2023 en el evento UFC Fight Night: Pavlovich vs. Blaydes. Perdió el combate por TKO en el primer asalto.
Blaydes estaba programado para enfrentarse a Jailton Almeida el 4 de noviembre de 2023 en UFC Fight Night 231.  Sin embargo, Blaydes se retiró por razones desconocidas y fue reemplazado por Derrick Lewis.  La pareja fue reprogramada para UFC 299 el 9 de marzo de 2024.  Después de ser derribado nueve veces en la primera ronda, conectó un gancho seguido de puños de martillo después de un intento fallido de derribo de Almedia que llevó a Blaydes a ganar la pelea. por nocaut técnico en el segundo round.  Esta pelea le valió otro premio a la Actuación de la Noche. 
En una revancha, Blaydes está programado para enfrentarse a Tom Aspinall Por el Campeonato Interino de Peso Pesado de UFC el 27 de julio de 2024 en el UFC 304.

## Vida personal
Blaydes tiene una hija, llamada Harlie.

## Campeonatos y logros

### Artes marciales mixtas
- Ultimate Fighting Championship
  - Actuación de la Noche (cuatro veces) vs. Cody East, Alistair Overeem, Chris Daukaus y Jailton Almeida[29]
  - La mayoría de los derribos se produjeron en la historia de la división de peso pesado de UFC [31]
  - Mayor tiempo de control en la historia de la división de peso pesado de UFC (1:20:06) [31]
  - Mayor tiempo en la primera posición en la historia de la división de peso pesado de UFC (1:06:00) [31]
  - Más derribos en una pelea en la historia de la división de peso pesado de UFC (14) (vs. Alexander Volkov ) [32]

### Folkstyle wrestling
- National Junior College Athletic Association
  - Campeonato Nacional de Peso Pesado de la NJCAA de Harper College (2012) [33]
  - NJCAA All-American de Harper College (2012) [34]

## Récord en artes marciales mixtas
| Récord profesional | Récord profesional | Récord profesional |
| 24 peleas          | 18 victorias       | 5 derrotas         |
| ------------------ | ------------------ | ------------------ |
| Nocaut             | 13                 | 5                  |
| Decisión           | 5                  | 0                  |
| Sin resultado      | 1                  | 1                  |

| Resultado     | Récord   | Oponente              | Método                    | Evento                                      | Fecha                    | Ronda | Tiempo | Localización                   | Notas |
| ------------- | -------- | --------------------- | ------------------------- | ------------------------------------------- | ------------------------ | ----- | ------ | ------------------------------ | --- |
| Victoria      | 19-5 (1) | Rizvan Kuniev         | Decisión (dividida)       | UFC Fight Night: Hill vs. Rountree          | 21 de junio de 2025      | 3     | 5:00   | Bakú, Azerbaiyán               | |
| Derrota       | 18-5 (1) | Tom Aspinall          | TKO (golpes)              | UFC 304                                     | 27 de julio de 2024      | 1     | 1:01   | Manchester                     | Por el Campeonato Interino de Peso Pesado de UFC                                                                       |
| Victoria      | 18-4 (1) | Jailton Almeida       | TKO (golpes)              | UFC 299                                     | 9 de marzo de 2024       | 2     | 0:36   | Miami, Florida                 | |
| Derrota       | 17-4 (1) | Sergei Pavlovich      | TKO (golpes)              | UFC Fight Night: Pavlovich vs. Blaydes      | 22 de abril de 2023      | 1     | 3:08   | Las Vegas, Nevada              | |
| Victoria      | 17-3 (1) | Tom Aspinall          | TKO (lesión de rodilla)   | UFC Fight Night: Blaydes vs. Aspinall       | 23 de julio de 2022      | 1     | 0:15   | Londres, Inglaterra            | |
| Victoria      | 16-3 (1) | Chris Daukus          | TKO (golpes)              | UFC on ESPN: Blaydes vs. Daukaus            | 26 de marzo de 2022      | 2     | 0:17   | Columbus, Ohio                 | Actuación de la noche                                                                                                  |
| Victoria      | 15–3 (1) | Jairzinho Rozenstruik | Decisión (unánime)        | UFC 266                                     | 25 de septiembre de 2021 | 3     | 5:00   | Las Vegas, Nevada              | |
| Derrota       | 14–3 (1) | Derrick Lewis         | KO (puñetazo)             | UFC Fight Night: Blaydes vs. Lewis          | 20 de febrero de 2021    | 2     | 1:25   | Las Vegas, Nevada              | |
| Victoria      | 14–2 (1) | Aleksandr Vólkov      | Decisión (unánime)        | UFC on ESPN: Blaydes vs. Volkov             | 20 de junio de 2020      | 5     | 5:00   | Las Vegas, Nevada              | |
| Victoria      | 13–2 (1) | Junior Dos Santos     | TKO (rodillazos y golpes) | UFC Fight Night: Blaydes vs. dos Santos     | 25 de enero de 2020      | 2     | 1:08   | Raleigh, Carolina del Norte    | |
| Victoria      | 12–2 (1) | Shamil Abdurakhimov   | TKO (golpes)              | UFC 242                                     | 7 de septiembre de 2019  | 2     | 3:22   | Abu Dabi                       | |
| Victoria      | 11–2 (1) | Justin Willis         | Decisión (unánime)        | UFC Fight Night: Thompson vs. Pettis        | 23 de marzo de 2019      | 3     | 5:00   | Nashville, Tennessee           | |
| Derrota       | 10–2 (1) | Francis Ngannou       | TKO (golpes)              | UFC Fight Night: Blaydes vs. Ngannou 2      | 24 de noviembre de 2018  | 1     | 0:45   | Beijing                        | |
| Victoria      | 10–1 (1) | Alistair Overeem      | TKO (codazos)             | UFC 225                                     | 9 de junio de 2018       | 3     | 2:56   | Chicago, Illinois              | Actuación de la Noche.                                                                                                 |
| Victoria      | 9–1 (1)  | Mark Hunt             | Decisión (unánime)        | UFC 221                                     | 11 de febrero de 2018    | 3     | 5:00   | Perth                          | |
| Victoria      | 8–1 (1)  | Oleksiy Oliynyk       | TKO (parada médica)       | UFC 217                                     | 4 de noviembre de 2017   | 2     | 1:56   | New York City, New York        | |
| Victoria      | 7–1 (1)  | Daniel Omielańczuk    | Decisión (unánime)        | UFC 213                                     | 8 de julio de 2017       | 3     | 5:00   | Las Vegas, Nevada              | |
| Sin resultado | 6–1 (1)  | Adam Milstead         | Sin resultado             | UFC Fight Night: Bermudez vs. Korean Zombie | 4 de febrero de 2017     | 2     | 0:59   | Houston, Texas                 | Originalmente victoria por TKO (lesión de rodilla) para Blaydes; Cambiado después de que diera positivo por marihuana. |
| Victoria      | 6–1      | Cody East             | TKO (codazos)             | UFC Fight Night: Lineker vs. Dodson         | 1 de octubre de 2016     | 2     | 2:02   | Portland, Oregon               | Actuación de la Noche.                                                                                                 |
| Derrota       | 5–1      | Francis Ngannou       | TKO (parada médica)       | UFC Fight Night: Rothwell vs. dos Santos    | 10 de abril de 2016      | 2     | 5:00   | Zagreb                         | |
| Victoria      | 5–0      | Luis Cortez           | TKO (golpes)              | RFA 35: Moises vs. Castillo                 | 19 de febrero de 2016    | 3     | 0:41   | Orem, Utah                     | |
| Victoria      | 4–0      | Allen Crowder         | TKO (golpes)              | RDMMA: Battle in the South 10               | 10 de abril de 2015      | 2     | N/A    | Wilmington, Carolina del Norte | |
| Victoria      | 3–0      | Brad Faylor           | TKO (golpes)              | SCS 23: Redemption                          | 15 de noviembre de 2014  | 2     | 0:45   | Hinton, Oklahoma               | |
| Victoria      | 2–0      | William Baptiste      | TKO (golpes)              | XFO 53                                      | 11 de octubre de 2014    | 1     | 2:14   | Chicago, Illinois              | |
| Victoria      | 1–0      | Lorenzo Hood          | TKO (parada médica)       | XFO 51                                      | 31 de mayo de 2014       | 1     | 1:42   | Chicago, Illinois              | |